# Variola vera (film)
Variola vera je jugoslovenski film iz 1982. godine, u režiji Gorana Markovića, koji je napisao i scenario zajedno sa Milanom Nikolićem. Radnja filma prati događaje u toku epidemije velikih boginja na teritoriji tadašnje SR Srbije, republike bivše SFRJ 1972. godine. Prati se tok epidemije, kao i njen uticaj na psihu i ponašanje ljudi koji su izloženi opasnostima koje ona nosi.
Goran Marković je za film Variola vera, nagrađen na Festivalu u Vrnjačkoj Banji za najbolji scenario.

## Radnja
Jedan hodočasnik zaražen nepoznatom bolešću, sticajem okolnosti ulazi u Jugoslaviju. Premešten sa mesta na mesto, on umire, a zaraza se širi. Kada odgovorni shvate da se radi o bolesti koja se smatrala iskorjenjenom, već je kasno − variola vera počinje da hara. Zaraženi su izolovani i prepušteni logici strašne bolesti na koju su svi već zaboravili, smatrajući je dalekom prošlošću.
Kroz film se prati ponašanje skoro svih slojeva društva u kome se epidemija pojavila: pacijenata u bolnici, medicinskog osoblja, običnih građana, pa i političara, funkcionera tadašnjih vlasti. Prikazuje se kako jedna, tako smrtonosna, pretnja doprinosi da ljudi pokažu svoje pravo lice.
Najveći deo filma je posvećen dešavanjima u Opštoj bolnici u Beogradu, jednom od karantina ustanovljenih u toku epidemije. Prati se veći broj likova, njihove transformacije nakon saznanja o pretnji koja im preti, kao i njihovo ponašanje kada su ugroženi lično, ili su ugroženi ljudi u njihovoj neposrednoj okolini.
Jedan deo filma prati interakciju birokratskog aparata države prilikom suočavanja sa opasnošću i ljudi koji imaju znanja i iskustva sa takvim suočavanjima. Šema birokratskog postupanja se ispoljava kao faktor velikog povećanja mogućnosti za širenje epidemije, zbog svoje inertnosti i neznanja pripadnika državnog aparata. Međutim, na sreću, posledice i nisu bile tragične kakve su mogle biti, s obzirom na to da su mere mogle biti preduzete i ranije nego što su bile preduzete. Moguće je da je i brutalnost mera „borbe protiv karantinskih bolesti” bez obzira na zakašnjenje bila dovoljna za zaustavljanje pošasti.
Karakterne osobine likova: hrabrost i kukavičluk, požrtvovanost i egoizam, upornost i defetizam, sukobljavaju se na malom prostoru Opšte bolnice i pokazuju koliko slika koju svi ljudi stvaraju o svetu i ljudima oko sebe nije realna. Pojedini likovi, npr. upravnik bolnice Čola (Rade Marković), autoriteti u „normalnim” okolnostima, padaju na najniže grane, a neki, inače prihvaćeni kao „moralno nepodobni“, ispoljavaju čvrstinu (dr Grujić − Rade Šerbedžija) i hrabrost.

## Uloge
| Glumac                   | Uloga                             |
| ------------------------ | --------------------------------- |
| Rade Šerbedžija          | Doktor Grujić                     |
| Erland Jozefson          | Doktor Dragutin Kenigsmark        |
| Dušica Žegarac           | Doktorka Marković                 |
| Rade Marković            | Upravnik Čole                     |
| Varja Đukić              | Doktorka Danka Uskoković          |
| Aleksandar Berček        | Magistar Jovanović                |
| Peter Karsten            | Epidemiolog iz UN-a               |
| Radmila Živković         | Medicinska sestra Zaga            |
| Vladislava Milosavljević | Medicinska sestra Slavica         |
| Semka Sokolović-Bertok   | Doktorka Ćirić                    |
| Bogdan Diklić            | Duško                             |
| Velimir Životić          | Ministar u vladi                  |
| Milo Miranović           | Ložač Mile                        |
| Džemail Makšut           | Halil Redžepi                     |
| Katica Želi              | Čistačica                         |
| Bogosava Nikšić          | Radnica na recepciji              |
| Ratko Tankosić           | Bora − triperaš                   |
| Slobodan Aligrudić       | Drug Vlada                        |
| Svetolik Nikačević       | Akademik Kostić                   |
| Dušan Bulajić            | Vojno lice                        |
| Toma Kuruzović           | Bolnički šofer                    |
| Minja Vojvodić           | Službenik JAT-a                   |
| Petar Kralj              | Doktor Dragutin Kenigsmark (Glas) |
| Mihajlo Viktorović       | Epidemiolog iz UN-a (Glas)        |
| Vladan Živković          |                                   |
| Strahinja Mojić          |                                   |

## Produkcija
Film je snimljen 1982. godine, tačno deceniju nakon epidemije. Reditelj, ali i jedan od scenarista filma, Goran Marković, objašnjava kako je teklo snimanje i šta ga je navelo da uopšte snimi film na tu temu.
„Još kao student bio sam opsednut idejom da ekranizujem Kugu Albera Kamija. Taj roman je ostavio snažan utisak na mene u prvoj mladosti. Kasnije, tokom studija, shvatio sam da prava tema romana nije bolest, već moralni diskurs između pojedinca i ‘mračne sile’. Kada sam 1968. doživeo ulazak sovjetskih tenkova u Prag, što je ujedno značilo i potpuni gubitak iluzija o mogućnosti života u pravednom svetu, rešio sam da snimim film koji bi se na neki način suprotstavio toj mračnoj sili. Kuga mi je izgledala kao najbolji okvir za priču. Ali kako, iz razumljivih razloga, niko nije hteo da finansira takav film, a dogodila nam se epidemija variole vere 1972, shvatio sam kako je bolje da se bavim našom stvarnošću, a ne nekakvom literarnom. Variola vera je apsolutno najteži projekat koji sam ikada snimio. Stalno je nešto stajalo na putu tom filmu. Pripremao sam ga mesecima za snimanje u jednoj, a dva dana pred početak su nam dali drugu praznu bolnicu, koja nije bila ni nalik prvoj. ‘Uzmi ili ostavi’, bila je dilema. Ubrzo me je napustio scenograf, a samo snimanje se odigravalo u potpunoj oskudici. Radili smo po 14−16 sati dnevno. Bio sam potpuno iscrpljen, i fizički i moralno.”

### Lokacija
Film Variola vera snimljen je u Klinici za opekotine, plastičnu i rekonstruktivnu hirurgiju, kod stadiona JNA.

## Muzika
Muziku u filmu je uradio i komponovao srpski kompozitor Zoran Simjanović.

## Nagrade i priznanja
- Valensija: Nagrada za scenario i režiju: Goran Marković
- Pula: Zlatna arena za masku: Eržebet Kovač i Julija Beltram
- Zlatna vrata Pule
- Niš: Velika povelja: Semka Sokolović
- Velika povelja: Rade Serbedžija
- Povelja: Dušica Zegarac
- Nagrada za najboljeg debitanta: Varja Đukić[8]
- Vrnjačka Banja: Prva nagrada za scenario: Goran Marković[9]

## Kulturno dobro
Jugoslovenska kinoteka je, u skladu sa svojim ovlašćenjima na osnovu Zakona o kulturnim dobrima, 28. decembra 2016. godine proglasila sto srpskih igranih filmova (1911−1999) za kulturno dobro od velikog značaja. Na toj listi se nalazi i film Variola vera.

## Spoljašnje veze
- Variola vera на веб-сајту  (језик: енглески)
- 40 godina od epidemije velikih boginja - upozorenje na koje niko nije obratio pažnju („Vreme“, 15. mart 2012)
- Rat protiv variole 1972. godine („Večernje novosti”, feljton, februar 2017) Архивирано на веб-сајту  (6. јул 2017)
- Misterija zvana variola vera („Politika”, 12. mart 2018)
- dr Ana Gligić: Kako smo se izborili sa epidemijom variola vere (23. mart 2020)